# Wiking-Jugend

Bandera de las Wiking-Jugend

Las Wiking Jugend (WJ, Juventudes Vikingas) fue una organización juvenil alemana de carácter neonazi, que siguió el modelo de las Hitlerjugend.

## Historia
El Sozialistische Reichspartei (SRP) fue prohibido en 1952, junto con su organización juvenil Reichsjugend. Los neonazis pasaron a la clandestinidad y se fragmentaron en numerosas organizaciones, y en mayo de ese mismo año la ex Reichsjugend, junto a la Vaterländischer Jungenbund y la Deutsche Unitarier-Jugend finalmente se fusionaron en las "Wiking Jugend". El grupo fue activo en el partido político europeo nacionalista Nuevo Orden Europeo, aunque lo abandonó en 1955 por el tema de Tirol del Sur.
La sede de las WJ se ubicó hasta 1991 en Stolberg. De 1991 a 1994, se ubicó en Berlín.
La Wiking-Jugend fue declarada inconstitucional y prohibida el 10 de noviembre de 1994, por órdenes del Ministerio Federal del Interior. Al momento de su prohibición contaba con más de 400 miembros.

## Miembros destacados
Entre los miembros destacados de las WJ estuvieron:
| - Bela Ewald Althans - Manfred Börm - Gudrun Burwitz - Friedhelm Busse - Lisbeth Grolitsch - Thorsten Heise - Odfried Hepp - Eric Kaden - Gundolf Köhler | - Stefan Köster - Thomas Lemke - Walter Matthaei - Dirk Nahrath - Raoul Nahrath - Wolfgang Nahrath - Wolfram Nahrath - Udo Pastörs - Anton Pfahler | - Sebastian Räbiger - Frank Rennicke - Edda Schmidt - Ralph Tegethoff - Björn Ulbrich - Sascha Wagner - Norbert Weidner - Rudi Wittig - Thomas Wulff |